# Luke Montebello
Luke Montebello (Pietà, 13 agosto 1995) è un calciatore maltese, attaccante dello Sliema Wanderers e della nazionale maltese.

## Caratteristiche tecniche
Montebello è un centravanti, possente fisicamente.

## Carriera

### Club
Muove i suoi primi passi nelle giovanili del Birkirkara. Il 28 luglio 2011 viene tesserato dal Livorno, che lo aggrega alla formazione Primavera. Il 7 settembre 2013 passa al Valletta, sottoscrivendo un accordo valido per cinque stagioni.
Il 18 giugno 2017 torna al Birkirkara, firmando un contratto biennale. Il 29 luglio 2022 viene acquistato dall'Ħamrun Spartans.

### Nazionale
Ha giocato nelle nazionali giovanili maltesi Under-17, Under-19 ed Under-21.
Esordisce in nazionale il 26 marzo 2017 contro la Slovacchia, partita valida per le qualificazioni ai Mondiali 2018, subentrando al 91' al posto di André Schembri. Nel 2024 è stato eletto calciatore maltese dell'anno dalla MFA.

## Statistiche

### Presenze e reti nei club
Statistiche aggiornate al 26 agosto 2024.
| Stagione               | Squadra                | Campionato             | Campionato | Campionato | Coppe nazionali | Coppe nazionali | Coppe nazionali | Coppe continentali | Coppe continentali | Coppe continentali | Altre coppe | Altre coppe | Altre coppe | Totale | Totale | Totale |
| Stagione               | Squadra                | Comp                   | Pres       | Reti       | Comp            | Pres            | Reti            | Comp               | Pres               | Reti               | Comp        | Pres        | Reti        | Pres   | Reti   |        |
| ---------------------- | ---------------------- | ---------------------- | ---------- | ---------- | --------------- | --------------- | --------------- | ------------------ | ------------------ | ------------------ | ----------- | ----------- | ----------- | ------ | ------ | ------ |
| 2013-2014              | Valletta               | PL                     | 1+7        | 0+3        | CM              | 2               | 0               | UEL                | 0                  | 0                  | -           | -           | -           | 10     | 3      |        |
| 2014-gen. 2015         | Valletta               | PL                     | 11         | 3          | CM              | 2               | 3               | UCL                | 1                  | 0                  | SM          | 1           | 0           | 15     | 6      |        |
| gen.-giu. 2015         | Żebbuġ Rangers         | PL                     | 2+10       | 0+2        | CM              | -               | -               | -                  | -                  | -                  | -           | -           | -           | 12     | 2      |        |
| ago. 2015              | Valletta               | PL                     | 0          | 0          | CM              | 0               | 0               | UEL                | 1                  | 0                  | -           | -           | -           | 1      | 0      |        |
| ago. 2015-2016         | Tarxien Rainbows       | PL                     | 31         | 12         | CM              | 3               | 1               | -                  | -                  | -                  | -           | -           | -           | 34     | 13     |        |
| ago.-ott. 2016         | Pembroke Athleta       | PL                     | 4          | 1          | CM              | 0               | 0               | -                  | -                  | -                  | -           | -           | -           | 4      | 1      |        |
| ott. 2016-2017         | Valletta               | PL                     | 19         | 5          | CM              | 2               | 0               | UCL                | -                  | -                  | SM          | 1           | 0           | 22     | 5      |        |
| Totale Valletta        | Totale Valletta        | Totale Valletta        | 38         | 11         |                 | 6               | 3               |                    | 2                  | 0                  |             | 2           | 0           | 48     | 14     |        |
| 2017-2018              | Birkirkara             | PL                     | 14         | 7          | CM              | 1               | 3               | -                  | -                  | -                  | -           | -           | -           | 15     | 10     |        |
| 2018-2019              | Birkirkara             | PL                     | 11         | 5          | CM              | 3               | 0               | -                  | -                  | -                  | -           | -           | -           | 14     | 5      |        |
| ago. 2019              | Birkirkara             | PL                     | 2          | 0          | CM              | 0               | 0               | -                  | -                  | -                  | -           | -           | -           | 2      | 0      |        |
| ago. 2019-2020         | Balzan                 | PL                     | 9          | 2          | CM              | 2               | 0               | UEL                | -                  | -                  | SM          | 1           | 0           | 12     | 2      |        |
| 2020-2021              | Birkirkara             | PL                     | 20         | 13         | CM              | 1               | 0               | -                  | -                  | -                  | -           | -           | -           | 21     | 13     |        |
| 2021-2022              | Birkirkara             | PL                     | 22+4       | 9+1        | CM              | 2               | 1               | UECL               | 4                  | 1                  | -           | -           | -           | 32     | 12     |        |
| Totale Birkirkara      | Totale Birkirkara      | Totale Birkirkara      | 73         | 35         |                 | 7               | 4               |                    | 4                  | 1                  |             | -           | -           | 84     | 40     |        |
| 2022-2023              | Ħamrun Spartans        | PL                     | 22         | 6          | CM              | 3               | 0               | UECL               | 4                  | 0                  | -           | -           | -           | 29     | 6      |        |
| 2023-2024              | Ħamrun Spartans        | PL                     | 25         | 21         | CM              | 3               | 2               | UCL+UECL           | 1+3                | 0+1                | SM          | 1           | 0           | 33     | 24     |        |
| 2024-2025              | Ħamrun Spartans        | PL                     | 3          | 3          | CM              | 0               | 0               | UCL+UECL           | 2+2                | 0                  | SM          | 0           | 0           | 7      | 3      |        |
| Totale Ħamrun Spartans | Totale Ħamrun Spartans | Totale Ħamrun Spartans | 50         | 30         |                 | 6               | 2               |                    | 12                 | 1                  |             | 1           | 0           | 69     | 33     |        |
| Totale carriera        | Totale carriera        | Totale carriera        | 217        | 93         |                 | 24              | 10              |                    | 18                 | 2                  |             | 4           | 0           | 263    | 105    |        |

### Cronologia presenze e reti in nazionale
| Cronologia completa delle presenze e delle reti in nazionale ― Malta | Cronologia completa delle presenze e delle reti in nazionale ― Malta | Cronologia completa delle presenze e delle reti in nazionale ― Malta | Cronologia completa delle presenze e delle reti in nazionale ― Malta | Cronologia completa delle presenze e delle reti in nazionale ― Malta | Cronologia completa delle presenze e delle reti in nazionale ― Malta | Cronologia completa delle presenze e delle reti in nazionale ― Malta | Cronologia completa delle presenze e delle reti in nazionale ― Malta |
| Data                                                                 | Città                                                                | In casa                                                              | Risultato                                                            | Ospiti                                                               | Competizione                                                         | Reti                                                                 | Note                                                                 |
| -------------------------------------------------------------------- | -------------------------------------------------------------------- | -------------------------------------------------------------------- | -------------------------------------------------------------------- | -------------------------------------------------------------------- | -------------------------------------------------------------------- | -------------------------------------------------------------------- | -------------------------------------------------------------------- |
| 26-3-2017                                                            | Ta' Qali                                                             | Malta                                                                | 1 – 3                                                                | Slovacchia                                                           | Qual. Mondiali 2018                                                  | -                                                                    | 90+1’                                                                |
| 7-6-2019                                                             | Solna                                                                | Svezia                                                               | 3 – 0                                                                | Malta                                                                | Qual. Euro 2020                                                      | -                                                                    | 35’ 71’                                                              |
| 10-6-2019                                                            | Ta' Qali                                                             | Malta                                                                | 0 – 4                                                                | Romania                                                              | Qual. Euro 2020                                                      | -                                                                    | 84’                                                                  |
| 7-10-2020                                                            | Ta' Qali                                                             | Malta                                                                | 2 – 0                                                                | Gibilterra                                                           | Amichevole                                                           | -                                                                    | 40’ 83’                                                              |
| 10-10-2020                                                           | Andorra la Vella                                                     | Andorra                                                              | 0 – 0                                                                | Malta                                                                | UEFA Nations League 2020-2021 - 1º turno                             | -                                                                    | 61’                                                                  |
| 13-10-2020                                                           | Riga                                                                 | Lettonia                                                             | 0 – 1                                                                | Malta                                                                | UEFA Nations League 2020-2021 - 1º turno                             | -                                                                    |                                                                      |
| 14-11-2020                                                           | Ta' Qali                                                             | Malta                                                                | 3 – 1                                                                | Andorra                                                              | UEFA Nations League 2020-2021 - 1º turno                             | -                                                                    | 52’ 75’                                                              |
| 17-11-2020                                                           | Ta' Qali                                                             | Malta                                                                | 1 – 1                                                                | Fær Øer                                                              | UEFA Nations League 2020-2021 - 1º turno                             | -                                                                    | 75’                                                                  |
| 24-3-2021                                                            | Ta' Qali                                                             | Malta                                                                | 1 – 3                                                                | Russia                                                               | Qual. Mondiali 2022                                                  | -                                                                    | 46’                                                                  |
| 30-5-2021                                                            | Klagenfurt am Wörthersee                                             | Malta                                                                | 0 – 3                                                                | Irlanda del Nord                                                     | Amichevole                                                           | -                                                                    | 46’                                                                  |
| 4-6-2021                                                             | Klagenfurt am Wörthersee                                             | Malta                                                                | 1 – 2                                                                | Kosovo                                                               | Amichevole                                                           | -                                                                    |                                                                      |
| 1-9-2021                                                             | Ta' Qali                                                             | Malta                                                                | 3 – 0                                                                | Cipro                                                                | Qual. Mondiali 2022                                                  | -                                                                    | 70’                                                                  |
| 4-9-2021                                                             | Lubiana                                                              | Slovenia                                                             | 1 – 0                                                                | Malta                                                                | Qual. Mondiali 2022                                                  | -                                                                    | 58’ 77’                                                              |
| 7-9-2021                                                             | Mosca                                                                | Russia                                                               | 2 – 0                                                                | Malta                                                                | Qual. Mondiali 2022                                                  | -                                                                    | 66’                                                                  |
| 8-10-2021                                                            | Ta' Qali                                                             | Malta                                                                | 0 – 4                                                                | Slovenia                                                             | Qual. Mondiali 2022                                                  | -                                                                    | 80’                                                                  |
| 11-10-2021                                                           | Larnaca                                                              | Cipro                                                                | 2 – 2                                                                | Malta                                                                | Qual. Mondiali 2022                                                  | -                                                                    |                                                                      |
| 11-11-2021                                                           | Ta' Qali                                                             | Malta                                                                | 1 – 7                                                                | Croazia                                                              | Qual. Mondiali 2022                                                  | -                                                                    | 62’                                                                  |
| 14-11-2021                                                           | Ta' Qali                                                             | Malta                                                                | 0 – 6                                                                | Slovacchia                                                           | Qual. Mondiali 2022                                                  | -                                                                    | 54’                                                                  |
| 25-3-2022                                                            | Ta' Qali                                                             | Malta                                                                | 1 – 0                                                                | Azerbaigian                                                          | Amichevole                                                           | -                                                                    | 65’                                                                  |
| 29-3-2022                                                            | Ta' Qali                                                             | Malta                                                                | 2 – 0                                                                | Kuwait                                                               | Amichevole                                                           | -                                                                    | 58’                                                                  |
| 1-6-2022                                                             | Ta' Qali                                                             | Malta                                                                | 0 – 1                                                                | Venezuela                                                            | Amichevole                                                           | -                                                                    | 64’                                                                  |
| 9-6-2022                                                             | Ta' Qali                                                             | Malta                                                                | 1 – 2                                                                | Estonia                                                              | UEFA Nations League 2022-2023 - 1º turno                             | -                                                                    | 69’                                                                  |
| 12-6-2022                                                            | Ta' Qali                                                             | Malta                                                                | 1 – 0                                                                | San Marino                                                           | UEFA Nations League 2022-2023 - 1º turno                             | -                                                                    | 87’                                                                  |
| 23-9-2022                                                            | Tallinn                                                              | Estonia                                                              | 2 – 1                                                                | Malta                                                                | UEFA Nations League 2022-2023 - 1º turno                             | -                                                                    | 89’                                                                  |
| 27-9-2022                                                            | Ta' Qali                                                             | Malta                                                                | 2 – 1                                                                | Israele                                                              | Amichevole                                                           | -                                                                    | 78’                                                                  |
| 20-11-2022                                                           | Ta' Qali                                                             | Malta                                                                | 0 – 1                                                                | Irlanda                                                              | Amichevole                                                           | -                                                                    | 73’                                                                  |
| 9-6-2023                                                             | Lussemburgo                                                          | Lussemburgo                                                          | 0 – 1                                                                | Malta                                                                | Amichevole                                                           | -                                                                    | 46’                                                                  |
| 6-9-2023                                                             | Ta' Qali                                                             | Malta                                                                | 1 – 0                                                                | Gibilterra                                                           | Amichevole                                                           | -                                                                    | 76’                                                                  |
| 12-9-2023                                                            | Ta' Qali                                                             | Malta                                                                | 0 – 2                                                                | Macedonia del Nord                                                   | Qual. Euro 2024                                                      | -                                                                    | 46’                                                                  |
| 14-10-2023                                                           | Bari                                                                 | Italia                                                               | 4 – 0                                                                | Malta                                                                | Qual. Euro 2024                                                      | -                                                                    | 55’                                                                  |
| 17-10-2023                                                           | Ta' Qali                                                             | Malta                                                                | 1 – 3                                                                | Ucraina                                                              | Qual. Euro 2024                                                      | -                                                                    | 86’                                                                  |
| 21-3-2024                                                            | Ta' Qali                                                             | Malta                                                                | 2 – 2                                                                | Slovenia                                                             | Amichevole                                                           | -                                                                    | 66’ 67’                                                              |
| 7-9-2024                                                             | Chișinău                                                             | Moldavia                                                             | 2 – 0                                                                | Malta                                                                | UEFA Nations League 2024-2025 - 1º turno                             | -                                                                    | 46’                                                                  |
| 10-9-2024                                                            | Andorra la Vella                                                     | Andorra                                                              | 0 – 1                                                                | Malta                                                                | UEFA Nations League 2024-2025 - 1º turno                             | -                                                                    | 59’                                                                  |
| 13-10-2024                                                           | Ta' Qali                                                             | Malta                                                                | 1 – 0                                                                | Moldavia                                                             | UEFA Nations League 2024-2025 - 1º turno                             | -                                                                    | 46’                                                                  |
| Totale                                                               |                                                                      | Presenze                                                             | 35                                                                   |                                                                      | Reti                                                                 | 0                                                                    |                                                                      |

## Palmarès

### Club

#### Competizioni nazionali
- Campionato maltese: 3

Valletta: 2013-2014
Ħamrun Spartans: 2022-2023, 2023-2024
- Coppa di Malta: 1

Valletta: 2013-2014
- Supercoppa di Malta: 3

Valletta: 2016
Ħamrun Spartans: 2023, 2024

### Individuale
- Capocannoniere della Premier League Malti: 1

2023-2024 (21 reti)
- Calciatore maltese dell'anno: 1

2024